# Luis Rubiños
Luis Rubiños Cerna (ur. 31 grudnia 1940 w Trujillo) – piłkarz peruwiański grający podczas kariery na pozycji bramkarza.

## Kariera klubowa
Luis Rubiños karierę piłkarską rozpoczął w 1961 roku w klubie Club Sporting Cristal, z którym występował (z przerwą w 1963 na grę w Defensorze Lima) do 1973. Ze Sportingiem Cristal czterokrotnie zdobył mistrzostwo Peru w 1961, 1968, 1970 i 1972.
W 1974 został zawodnikiem Universitario Lima, z którym zdobył mistrzostwo Peru. W latach 1975–1976 był zawodnikiem Carlos A. Manucci Trujillo, z którego w 1977 powrócił do Unversitario, w którym wkrótce zakończył karierę.

## Kariera reprezentacyjna
W reprezentacji Peru Rubiños zadebiutował 17 marca 1963 w wygranym 2-1 meczu w Copa América z Ekwadorem. Obok tego meczu wystąpił jeszcze w meczu z Boliwią.
W 1970 uczestniczył w Mistrzostwach Świata. Na turnieju w Meksyku Peru odpadło w ćwierćfinale, a Rubiños wystąpił we wszystkich czterech meczach z Bułgarią, Marokiem, RFN oraz Brazylią.
Ostatni raz w reprezentacji wystąpił 25 czerwca 1972 w przegranym 1-2 meczu w ramach Copa Independiencia z Jugosławią.
Od 1963 do 1972 Rubiños rozegrał w reprezentacji Peru 38 spotkań.